# Beautiful Eyes
Beautiful Eyes — мініальбом американської співачки Тейлор Свіфт. В США вийшов 15 липня 2008 року і продавався виключно в магазинах Walmart. Мініальбом містить пісні із дебютного альбому співачки, а також декілька нових треків. DVD містить відеокліпи та інтерв'ю зі Свіфт. Через пів року після виходу, 27 грудня 2008 року, кількість продажів Beautiful Eyes становили 232,792 копії на території США. Станом на листопад 2009 року мініальбом був проданий у 500,000 копій примірників.
Альбом дебютував на 1 місці чарту Billboard Top Country Albums, продаючи за перший тиждень 45,000 копій, та на 9 місці чарту Billboard 200.

## Передумови
Свіфт досягла великого успіху з випуском свого однойменного дебютного альбому Taylor Swift (2006) і почала працювати над своїм другим студійним альбомом Fearless у 2007 році. За цей час вона отримала багато електронних листів від шанувальників, що просили випустити новий матеріал, що спонукало Свіфт випустити Beautiful Eyes. До нього увійшли нові версії треків з альбому Taylor Swift: альтернативна версія «Should've Said No», акустична версія «Teardrops on My Guitar», «Picture to Burn» і «I'm Only Me when I'm with You». Мініальбом також містить дві оригінальні пісні, «Beautiful Eyes» і «I Heart?», які Тейлор написала ще у 2003 році.
Свіфт не хотіла помилкових уявлень про Beautiful Eyes як про свій другий альбом, і тому співпрацювала з американською компанією Walmart, щоб зробити альбом ексклюзивним релізом. Альбом був доступний лише в американських магазинах Walmart і на вебсайті Walmart.

## Комерційний успіх
За тиждень Beautiful Eyes дебютував під номером дев'ять у Billboard 200 завдяки продажам у 45 000 копій. Мініальбом провів у списку двадцять тижнів. Того ж тижня він дебютував під першим місцем у Top Country Albums, замінивши інший альбом Свіфт Taylor Swift. Тейлор стала першою виконавицею, яка зайняла перші дві позиції в рейтингу найкращих кантрі-альбомів після того, як LeAnn Rimes потрапила в чарт у 1997 році з альбомами Blue (1996) і Unchained Melody: The Early Years (1997). Наступного тижня мініальбом опустився на друге місце і, загалом, провів двадцять вісім тижнів у рейтингу найкращих кантрі-альбомів. Станом на липень 2019 року було продано 359 000 примірників альбому у Сполучених Штатах.

## Просування
Трек «I Heart?» був випущений як рекламний сингл від Beautiful Eyes 23 червня 2008 року. Свіфт мінімально просувала цей альбом, бо не хотіла помилкових уявлень про те, що він є її другим альбомом. Проте співачка виконувала заголовний трек в різних місцях.
Тейлор вперше виконала пісню «Beautiful Eyes» 23 січня 2005 року на 2005 NAMM Show, щорічній виставці музичних продуктів, яка проходила в Анагаймі, штат Каліфорнія. На виступі Свіфт, одягнена в червону блузку та сині джинси, грала з акустичною гітарою, сидячи на барному стільці. Пізніше «Beautiful Eyes» була виконана як частина сету Свіфт для Stripped на iHeartRadio.com 5 серпня 2008 року.

## Список композицій
| Beautiful Eyes – Диск перший (CD) | Beautiful Eyes – Диск перший (CD)          | Beautiful Eyes – Диск перший (CD) | Beautiful Eyes – Диск перший (CD) | Beautiful Eyes – Диск перший (CD) |
| #                                 | Назва                                      | Автор                             | Продюсер(и)                       | Тривалість                        |
| --------------------------------- | ------------------------------------------ | --------------------------------- | --------------------------------- | --------------------------------- |
| 1.                                | «Beautiful Eyes»                           | Тейлор Свіфт                      | Robert Ellis Orrall               | 2:58                              |
| 2.                                | «Should've Said No» (альтернативна версія) | Свіфт                             | Нейтан Чапман                     | 3:46                              |
| 3.                                | «Teardrops on My Guitar» (акустик)         | Свіфт Liz Rose                    | Чапман                            | 2:58                              |
| 4.                                | «Picture to Burn» (версія для радіо)       | Свіфт Rose                        | Чапман                            | 2:54                              |
| 5.                                | «I'm Only Me When I'm with You»            | Свіфт Orrall Angelo Petraglia     | Orrall Angelo Petraglia           | 3:35                              |
| 6.                                | «I Heart ?»                                | Свіфт                             | Orrall                            | 3:15                              |
| 18:06                             |                                            |                                   |                                   |                                   |

| Beautiful Eyes – Диск другий (DVD) | Beautiful Eyes – Диск другий (DVD)                    | Beautiful Eyes – Диск другий (DVD) | Beautiful Eyes – Диск другий (DVD) |
| #                                  | Назва                                                 | Режисер(и)                         | Тривалість                         |
| ---------------------------------- | ----------------------------------------------------- | ---------------------------------- | ---------------------------------- |
| 1.                                 | «Beautiful Eyes» (музичне відео)                      | Trey Fanjoy Todd Cassetty          | 2:56                               |
| 2.                                 | «Picture to Burn» (музичне відео)                     | Fanjoy                             | 3:36                               |
| 3.                                 | «I'm Only Me When I'm with You» (музичне відео)       | Свіфт                              | 3:47                               |
| 4.                                 | «Tim McGraw» (музичне відео)                          | Fanjoy                             | 4:00                               |
| 5.                                 | «Teardrops on My Guitar» (поп-версія) (музичне відео) | Fanjoy                             | 3:26                               |
| 6.                                 | «Our Song» (музичне відео)                            | Fanjoy                             | 3:30                               |
| 7.                                 | «Making of 'Picture to Burn' Video»                   | Cassetty                           | 22:02                              |
| 8.                                 | «GAC New Artist Interview»                            |                                    | 14:45                              |
| 9.                                 | «2008 ACM Awards Performance of 'Should've Said No'»  |                                    | 4:04                               |
| 60:46                              |                                                       |                                    |                                    |

## Чарти
| Чарт (2008)                       | Місце |
| --------------------------------- | ----- |
| U.S. Billboard Top Country Albums | 1     |
| U.S. Billboard 200                | 9     |